# Raymond Odent
Pour les articles homonymes, voir Odent.
Raymond Odent, né le 23 janvier 1907 à Troyes (Aube) et mort le 22 septembre 1979 à Neuilly-sur-Seine (Hauts-de-Seine), était un juriste et haut fonctionnaire français, spécialisé en contentieux administratif. Il fut notamment président de la section du contentieux du Conseil d'État de 1966 à 1976.

## Biographie

### Jeunesse et études
Raymond Odent suit des études de droit.

### Parcours professionnel
Il entre comme auditeur au Conseil d'État en 1930, fut nommé maître des requêtes en 1940, et devint conseiller d'État en 1951.
Membre de la section du contentieux du Conseil d'État, il y exerça les fonctions de commissaire du gouvernement de 1938 à 1951, de président de sous-section de 1954 à 1961, de président adjoint de 1961 à 1966 et de président de 1966 à 1976. Il eut durant ces années une importante influence sur la jurisprudence, dans le sens d'un renforcement du contrôle du juge sur les décisions administratives (élaboration de la théorie du bilan et du contrôle de l'erreur manifeste d'appréciation), et d'une adaptation des principes à la réalité économique et sociale.
Raymond Odent fut attaché au cabinet de Henri Queuille, ministre de l'Agriculture, en 1939, directeur de cabinet du ministre du Ravitaillement de 1944 à 1945 et présida plusieurs commissions ministérielles.
Il fut nommé président du Comité juridique de la Société nationale des entreprises de presse (SNEP) en 1956, du Conseil d’administration du Centre national de la recherche scientifique (CNRS) en 1961 et du Comité des recours de l'Organisation de coopération et de développement économiques (OCDE) en 1968. Il siégea au conseil d’administration de la Société nationale des chemins de fer français (SNCF) à partir de 1965.
Une salle du Conseil d'État porte son nom.

### Parcours professoral
Raymond Odent enseigne le contentieux administratif au sein de l'Institut d'études politiques de Paris, dont il fait partie des grands enseignants de droit. Il enseigne également à l'École nationale d'administration (ENA). Publiés en six fascicules sous le titre "Contentieux administratif" au début des années 1950, ces cours, réédités en 1978, restent aujourd'hui une référence essentielle en la matière.

## Hommages et distinctions
- Commandeur de la Légion d'honneur

## Œuvres et publications

### Ouvrages
- Raymond Odent, Contentieux administratif, 6e éd., fasc. I à VI, Les cours de droit, Paris, 1977-1981.
- Raymond Odent (préf. Renaud Denoix de Saint Marc), Contentieux administratif, vol. 1 : fascicules 1 à 3 (cours), Paris, Dalloz, coll. « Etudes, mélanges, travaux » (réimpr. février 2007), 1051 p. (ISBN 978-2-247-07153-1, présentation en ligne).
- Raymond Odent, Contentieux administratif, vol. 2 : fascicules 4 à 6 (cours), Paris, Dalloz, coll. « Études, mélanges, travaux » (réimpr. mai 2007), 783 p. (ISBN 978-2-247-07266-8, présentation en ligne).

### Principaux articles
- " Les droits de la défense ", EDCE, n°7, 1953, p. 55.
- " De la décision Trompier-Gravier à la décision Garysas. Réflexions sur une évolution de jurisprudence ", EDCE, 1962, p. 43.
- " La procédure d'élaboration des actes administratifs en droit français ", rapport présenté au colloque des Conseils d’État français et italien, Paris, 12-14 décembre 1966.
- " Le destin des fins de non-recevoir ", in Mélanges Marcel Waline, Le juge et le droit public, t. 2, LGDJ, 1974, pp. 653-664.
- " Occupation d’Églises et compétence juridictionnelle ", Gaz. Pal., 1977, doct., p. 558.

### Grandes conclusions
- conclusions sur CE ass., 7 février 1947, D’aillières, RDP, 1947, p. 68.
- conclusions sur CE ass., 27 mai 1949, Véron-Réville, Gaz. Pal., 1949, II, p. 34.
- conclusions sur TC, 2 février 1950, Radiodiffusion française, RDP, 1950, p. 418.
- conclusions sur CE ass., 29 juillet 1950, Comité de défense des libertés professionnelles des experts-comptables brevetés par l’Etat, RDP, 1951, p. 212.